# Triumph (singel)
Triumph – pierwszy singel z albumu Wu-Tang Forever amerykańskiej grupy hip-hopowej Wu-Tang Clan, wydany w 1997 roku. Utwór nagrano z gościnnym udziałem Cappadonny.

## Lista utworów

### Amerykańskie wydanie
Strona A
1. "Triumph" (Radio Edit) (5:38)
2. "Triumph" (Instrumental) (5:38)

Strona B
1. "Triumph" (LP Version) (5:38)

### Europejskie wydanie
Strona A
1. "Triumph" (5:38)
2. "Triumph" (Clean Version) (5:37)

Strona B
1. "Projects International Remix" (4:00)
2. "Triumph" (Instrumental) (5:38)